# Centrophorus niaukang
 Centrophorus niaukang  (лат.) — малоизученный вид хрящевых рыб рода короткошипых акул одноимённого семейства отряда катранообразных. Эти глубоководные акулы обитают в ограниченных районах Тихого, Атлантического и Индийского океана на глубине около 250 м. Размножаются яйцеживорождением. Максимальная зарегистрированная длина — 160 см. Рацион состоит в основном из костистых рыб, головоногих и ракообразных.

## Таксономия
Впервые вид описан в 1959 году. Голотип представляет собой взрослую самку длиной 154 см. Родовое название происходит от слов греч. κεντρωτός — «утыканный шипами» и греч. φορούν — «носить».
Во многих областях Centrophorus niaukang путают со схожими, в том числе симпатрическими видами, например с бурой и ржавой короткошипыми акулами. В некоторых источниках Centrophorus niaukang описан как бурая короткошипая акула, которая в свою очередь идентифицирована как ржавая короткошипая акула.

## Ареал
Centrophorus niaukang обитают в Индо-Тихоокеанской области у берегов Японии (Кюсю), Австралии, Мальдивских и Сейшельских островов, ЮАР, Тайваня, Китая и США. В Атлантике эти акулы встречаются у побережья Испании и Марокко. Они держатся на внешнем крае континентального шельфа и в верхней части материкового склона на глубине от 98 до 900 м.

## Описание
У Centrophorus niaukang удлинённое тело и рыло. Расстояние от кончика рыла до рта немного меньше ширины рта и существенно короче расстояния от рта до основания грудных плавников. Анальный плавник отсутствует. Глаза довольно крупные. Позади глаз имеются дыхальца. На фронтальной поверхности примерно от середины высоты плавников расположены небольшие вертикальные шипы. Нижние зубы крупнее верхних. Зубы оснащены центральным остриём. Тело покрывают плакоидные выступающие чешуи в виде ромбов с заострённым каудальным концом.
Первый спинной плавник низкий и длинный, второй по высоте почти равен первому. Длина его основания составляет 3/4 от длины основания первого спинного плавника. Оно начинается позади основания брюшных плавников. Концы спинным плавников закруглены. Расстояние между началом основания спинных плавников приблизительно равно дистанции между кончиком рыла и серединой основания грудных плавников. Каудальный свободный конец грудных плавников образовывает довольно широкую, угловатую и чуть удлинённую лопасть. Длина фронтального края грудных плавников короче расстояния между шипом второго спинного плавника и хвостовым плавником. Хвостовой плавник короткий и асимметричный. Латеральные кили и прекаудальная выемка на хвостовом стебле отсутствуют. У края верхней лопасти хвостового плавника имеется вентральная выемка. Окрас тёмно серого цвета.
Максимальная зарегистрированная длина составляет 160 см.

## Биология
Centrophorus niaukang размножаются яйцеживорождением. В помёте до 6 детёнышей длиной от 30 до 45 см. Самки достигают половой зрелости в при длине 140 см, а самцы при длине 110 см. Рацион состоит из костистых рыб, головоногих, ракообразных и небольших катранообразных.

## Взаимодействие с человеком
Centrophorus niaukang не представляют опасности для человека. Подобно прочим глубоководным акулам со схожим жизненным циклом (малочисленное потомство, позднее созревание) они чувствительны к перелову. В качестве прилова они попадают в коммерческие донные ярусы, тралы и жаберные сети, ориентированные на глубоководных акул. Их перерабатывают на рыбную муку, а также употребляют в пищу, печень очень ценится из-за большой концентрации сквалена. Международный союз охраны природы присвоил этому виду статус сохранности «Близкий к уязвимому положению».